# Чоу, Агнес
Агнес Чоу (иер. 周庭, кант.-рус. Чау Тхин, кит.-рус. Чжоу Тин; англ. Agnes Chow; род. 3 декабря 1996) — студенческий активист, политик из Гонконга.
Была активным участником студенческой группы Scholarism, боровшейся против введения уроков патриотического воспитания в школах Гонконга, в которых замалчивались события на площади Тяньаньмэнь (1989). Принимала участие в «Революции зонтиков» и последующих протестах в Гоноконге. Была членом леволиберальной партии Demosisto, выступавшей за самоопределение Гонконга.
Выдвигалась на пост члена Законодательного собрания Гонконга на дополнительных выборах 2018 года, но её кандидатура была заблокирована из-за политических положений партии Demosisto о самоопределении Гонконга.
С 2 декабря 2020 по 12 июня 2021, отбывала тюремное заключение за организацию митинга в гонконгском районе Ванчай против полицейского произвола.
Би-би-си включила Агнес Чоу в список ста самых влиятельных женщин 2020 года.
Активисты демократического движения в Гонконге наградили Агнес Чоу прозвищем «настоящий Мулан» в честь героини китайского эпоса «Песнь о Мулань».

## Биография

### Юность
Агнес Чоу родилась в 1996.
Чоу воспитывалась в аполитичной семье.
В 2012, Агнес Чоу стала членом группы Scholarism, созданной в 2011 учащимися средних школ для борьбы против введения уроков патриотического воспитания в школах Гонконга, в которых прославлялось коммунистическое правительство Китая и замалчивались события подавления студенческой демонстрации на площади Тяньаньмэнь 1989-го года.
В те времена, в 2012, Агнес Чоу участвовала в сидячей демонстрации рядом с учреждениями власти, протестуя против правительственных планов ввести «моральное и народное образование», которое старшеклассники окрестили «коммунистическим промыванием мозгов». Там она впервые познакомилась с Джошуа Вонгом, другим юным активистом, который вскоре стал всемирно известным студенческим лидером.
Чоу училась в Гонконгском баптистском университете на предмету «Государство и международные исследования».

### Революция зонтиков
Агнес была представителем Scholarism для связи с общественностью и прессой во время «Революции зонтиков» (позже, к 2017 году, деятельность группы Scholarism будет приостановлена).
После окончания одиннадцатинедельных уличных протестов 2014 года, Агнес Чоу, Джошуа Вонг и ещё один студенческий активист, Натан Лоу, учредили партию Demosisto, чтобы и далее продолжать свою политическую борьбу, так как, несмотря на их протесты, они не добились уступок от правительства относительно устройства выборной системы в Гонконге.

### Запрет баллотироваться в законодатели

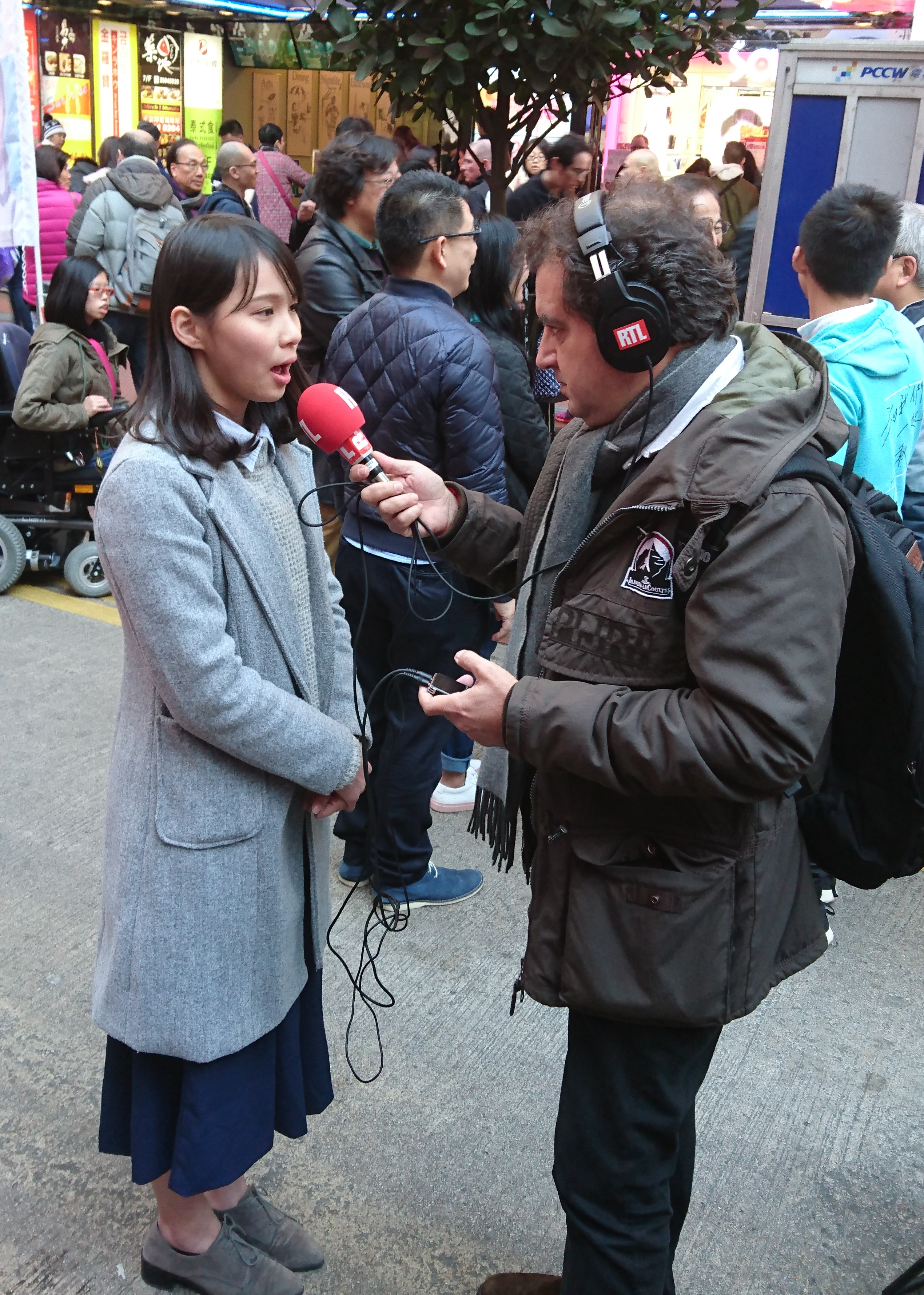
Агнес Чоу, активистка партии Demosisto, официально объявила на митинге 13 января 2018 года, что будет баллотироваться в Законодательный совет Гонконга на предстоящих в марте дополнительных выборах. На фотографии: Агнес Чоу даёт одно из своих интервью. Гонконг. 13 января 2018

Агнес Чоу намеревалась баллотироваться в Законодательный совет Гонконга на дополнительных выборах, которые были намечены на 11 марта 2018 года. Чтобы участвовать в выборах, Агнес Чоу решила отказаться от своего второго Британского гражданства. Но она была отстранена от участия в выборах за политические положения её партии Demosisto о самоопределении Гонконга.

### Протест 9 июня 2019

Протест против поправки в закон о экстрадиции в Гонконге 9 июня 2019. Демонстранты запрудили улицу в районе Адмиралтейство (Гонконг)

Агнес Чоу приняла участие в протесте против поправки в закон о экстрадиции, состоявшемся в Гонконге 9 июня 2019, — в демонстрации, по подсчётам организаторов протеста, приняло участие более миллиона граждан, по подсчётам полиции — 240 тысяч. На следующий день, 10 июня, Агнес Чоу посетила Японию, — Агнес Чоу любит японскую культуру и свободно говорит по-японски, — и выступила перед японскими журналистами в Японском Национальном пресс-клубе, призвав Токио оказать давление на Гонконг, чтобы противоречивый закон о экстрадиции не был принят. Агнес Чоу сказала, что Японию и Гонконг связывают крепкие культурные и экономические связи, тысячи японских туристов посещают Гонконг, поэтому японское правительство должно обратить внимание на опасную поправку в закон об экстрадиции; закон о экстрадиции может затронуть и права иностранных жителей Гонконга и гостей города, повредить имиджу Гонконга как свободного города, скомпрометировать его статус международного торгового центра.

### РоспускDemosisto
Партия, созданная в 2016, чтобы бороться за кресла в Законодательном совете Гонконга, была сначала переформатирована в политическую организацию в 2018, после того как её члены были заблокированы для участия в выборах в Законодательный совет Гонконга, так как власти вынесли решение, что положение партии о самоопределении противоречит основному закону, известному как «миниконституция Гонконга».
После того, как 30 июня 2020 в Гонконге вступил в силу закон о защите национальной безопасности в Гонконге, Джошуа Вонг и Агнес Чоу объявили о своём выходе из организации Demosisto, и вскоре Demosisto также объявила о своём роспуске.

### Заключение за митинг в Ванчай

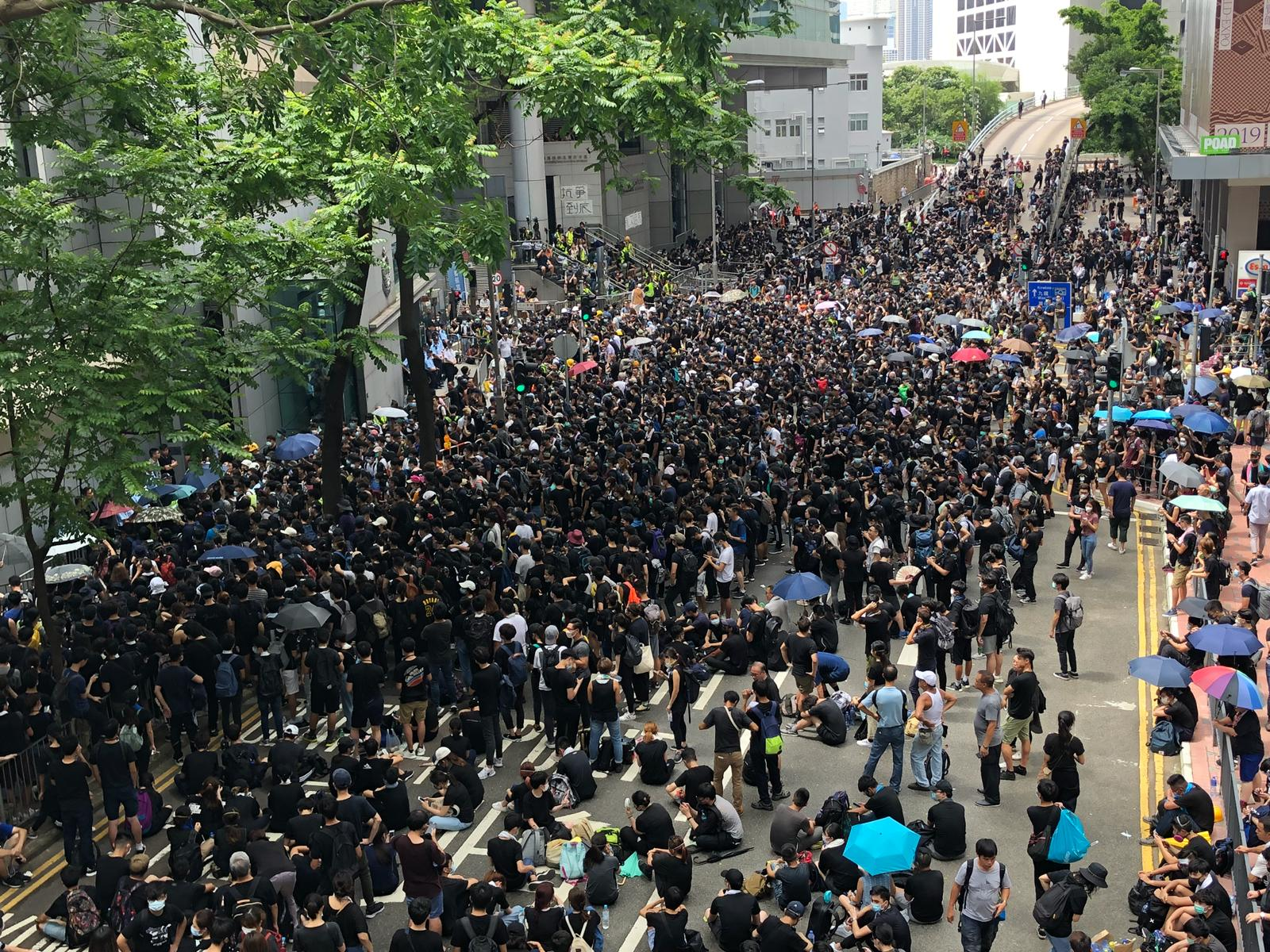
Протестующие у здания полиции в Ванчай, Гонконг. 21 июня 2019

Агнес Чоу находилась в тюремном заключении со 2 декабря 2020 по 12 июня 2021 по обвинению в проведении незаконной демонстрации 21 июня 2019 напротив полицейского участка в районе Ванчай. На митинге в Ванчай, 21 июня 2019, демонстранты кидали яйца в здание полиции, требовали освободить своих единомышленников и прекратить жестокое поведение полиции.
Вместе с Агнес Чоу были осуждены её коллеги по студенческому движению: Джошуа Вонг приговорён к 13 месяцам, Иван Лам — к 7 месяцам.
После суда, состоявшегося 2 декабря 2020, Агнес Чоу подавала просьбу освободить её под залог, в чём ей было отказано 9 декабря 2020. Первоначально Чоу была направлена отбывать свой тюремный срок в тюрьму среднего уровня безопасности, но в январе 2021 была переведена в женскую тюрьму максимального уровня безопасности, Тай Лам Центр, в которой обычно содержатся заключённые «категории А», осуждённые за убийство или торговлю наркотиками.

### Арест на основании закона о безопасности
Агнес Чоу была арестована 10 августа 2020 по подозрению, что она участвует в заговоре с иностранными державами, — арест был произведён на основании закона о защите национальной безопасности, принятым китайским правительством 30 июня 2020. В тот же день, на основании нововведённого закона о безопасности, был арестован Джимми Лай, владелец продемократического таблоида Apple Daily, его два сына, также представители бизнеса, связанного с издательством Apple Daily, и двое гонконгских активистов (Джимми Лай вместе с тремя коллегами по издательскому бизнесу были арестованы по двум законам — по закону о безопасности и по закону о мошенничестве).
Закон о защите национальной безопасности в Гонконге, по которому проходили аресты, был принят Пекином, чтобы остановить протесты, которые захлестнули Гонконг в 2019. По данному закону может выноситься наказание вплоть до пожизненного заключения за участие в заговоре с иностранными государствами, терроризм, подстрекательство, сепаратизм.
Также полиция произвела 10 августа рейд на компанию Next Digital, принадлежащую Джимми Лаю, чья работа была связана с издательством Apple Daily, и посетила гонконгскую редакцию японской бизнес-газеты Nikkei.
Агнес Чоу была освобождена под залог на следующий день. Выйдя из тюрьмы, Агнес Чоу сказала, что она до сих пор не знает, какова была причина ареста, и считает, что это является политическим преследованием.
Представитель департамента безопасности Гонконга, Ли Квайвай (Li Kwai-wah) заявил, что данные аресты были произведены в связи с подозрением, что данные лица участвовали в работе организации, которая сотрудничала с иностранными государствами с целью введения санкций против гонконгских политиков.
Власти не предъявили Агнес Чоу официального обвинения.

### Переезд в Канаду
Находясь в Канаде на учёбе в Торонто для получения учёной степени, Чоу объявила 3 декабря 2023, что возможно никогда не вернётся домой в Гонконг, куда она была обязана возвращаться во время учебных каникул для посещения полиции, так как Чоу находилась на свободе под залог. Чоу объяснила своё решение остаться в Канаде нервным заболеванием, развившимся в условиях постоянного давления: «Регулярные проверки по соображениям национальной безопасности, частичное лишение избирательных прав, эмоциональная нестабильность и ограничения моей жизни как (бывшего) демократического политика в сочетании с бесконечным ожиданием, моё психическое состояние ухудшалось».
Чоу также сказала, что в июле 2023 власти Китая предложили ей, прежде чем отправиться обучаться в Канаде, посетить производство в Шэньчжэне. Она согласилась и отправилась в Шэньчжэнь в августе 2023, где Чоу фотографировалась на фоне достижений технического производства, чтобы доказать, что она патриот, и затем написала письмо с благодарностью за организованную поездку и за то, «что я могла понять великое развитие моей Родины». Чоу считает, что у неё не было выбора, чтобы отказаться от этой поездки.

## Хобби
Агнес Чоу нравится японская культура, oна много раз бывала в Японии. Чоу свободно говорит по-японски, любит аниме, часто публиковала свои страницы в социальной сети Twitter на японском языке, поэтому у неё появилось много обожателей в Японии, которые наградили Чоу прозвищем «богиня демократии».
Агнес Чоу ведёт видеоблог на своём канале в YouTube, который пользуется большой популярностью.